# Bill Foulkes
William Anthony Foulkes (5. januar 1932 - 25. november 2013) var en engelsk fodboldspiller og træner. Han spillede hele sin seniorkarriere i Manchester United.